# Lamin Colley (calciatore 1993)
Lamin Colley (5 luglio 1993) è un calciatore gambiano, attaccante della Puskás Akadémia.

## Carriera
Ha giocato nella prima divisione slovena ed in quella ungherese.

## Palmarès

### Club

#### Competizioni nazionali
- Coppa di Slovenia: 1

Koper: 2021-2022